# Vitellaria
Vitellaria is een geslacht uit de familie Sapotaceae. Het geslacht telt een soort die voorkomt in westelijk tropisch Afrika tot in Oeganda.

## Soorten
- Vitellaria paradoxa C.F.Gaertn.